# Staatsmeisterschaft von Rio Grande do Norte
Die Staatsmeisterschaft von Rio Grande do Norte  (Campeonato Estadual do Rio Grande do Norte) oft auch Campeonato Potiguar genannt, ist die Fußballmeisterschaft des brasilianischen Bundesstaates Rio Grande do Norte. Sie wird seit 1919 mit nur einer Unterbrechung (1942) ausgetragen und von dem 1918 als Liga de Desportos Terrestres do Rio Grande do Norte gegründeten Landesverband Federação Norte-Riograndense de Futebol (FNF) organisiert.
Dominierend sind die Vereine aus der Landeshauptstadt Natal, von denen der ABC Natal mit 57 Titeln der Rekordhalter an gewonnenen Staatsmeisterschaften in ganz Brasilien ist.

## Sieger
| Rekordmeister: ABC Natal | 0 | 57 Titel | ABC Natal (Natal) |
| Rekordmeister: ABC Natal | 0 | 39 Titel | América FC (Natal) |
| Rekordmeister: ABC Natal | 0 | 07 Titel | Alecrim FC (Natal) |
| Rekordmeister: ABC Natal | 0 | 02 Titel | ACD Potiguar (Mossoró) |
| Rekordmeister: ABC Natal | 0 | 01 Titel | Centro Esportivo Natalense (Natal) Santa Cruz FC (Natal) AC Corintians (Caicó) ACEC Baraúnas (Mossoró) ASSU (Assu) Globo FC (Ceará-Mirim) |

## Meisterschaftshistorie
| Meister 2025: América FC | 0 | - 2025 América FC - 2024 América FC - 2023 América FC - 2022 ABC Natal - 2021 Globo FC - 2020 ABC Natal - 2019 América FC - 2018 ABC Natal - 2017 ABC Natal - 2016 ABC Natal - 2015 América FC - 2014 América FC - 2013 ACD Potiguar - 2012 América FC - 2011 ABC Natal - 2010 ABC Natal - 2009 ASSU - 2008 ABC Natal - 2007 ABC Natal - 2006 ACEC Baraúnas - 2005 ABC Natal - 2004 ACD Potiguar - 2003 América FC - 2002 América FC - 2001 AC Corintians - 2000 ABC Natal - 1999 ABC Natal - 1998 ABC Natal - 1997 ABC Natal - 1996 América FC - 1995 ABC Natal - 1994 ABC Natal - 1993 ABC Natal - 1992 América FC - 1991 América FC - 1990 ABC Natal - 1989 América FC - 1988 América FC - 1987 América FC - 1986 Alecrim FC - 1985 Alecrim FC - 1984 ABC Natal - 1983 ABC Natal - 1982 América FC - 1981 América FC - 1980 América FC - 1979 América FC - 1978 ABC Natal - 1977 América FC - 1976 ABC Natal - 1975 América FC - 1974 América FC - 1973 ABC Natal - 1972 ABC Natal - 1971 ABC Natal - 1970 ABC Natal - 1969 América FC - 1968 Alecrim FC - 1967 América FC - 1966 ABC Natal - 1965 ABC Natal - 1964 Alecrim FC - 1963 Alecrim FC - 1962 ABC Natal - 1961 ABC Natal - 1960 ABC Natal - 1959 ABC Natal - 1958 ABC Natal - 1957 América FC - 1956 América FC - 1955 ABC Natal - 1954 ABC Natal - 1953 ABC Natal - 1952 América FC - 1951 América FC - 1950 ABC Natal - 1949 América FC - 1948 América FC - 1947 ABC Natal - 1946 América FC - 1945 ABC Natal - 1944 ABC Natal - 1943 Santa Cruz FC - 1942 Meisterschaft nicht ausgetragen - 1941 ABC Natal - 1940 ABC Natal - 1939 ABC Natal - 1938 ABC Natal - 1937 ABC Natal - 1936 ABC Natal - 1935 ABC Natal - 1934 ABC Natal - 1933 ABC NatalFC - 1932 ABC Natal - 1931 América FC - 1930 América FC - 1929 ABC Natal - 1928 ABC Natal - 1927 América FC - 1926 América FC & ABC Natal - 1925 Alecrim FC & ABC Natal - 1924 Alecrim FC & América FC - 1923 ABC Natal - 1922 América FC - 1921 ABC Natal & Centro Esportivo Natalense - 1920 ABC Natal & América FC - 1919 América FC |